# Paijenborchella indoarabica
Paijenborchella indoarabica is een mosselkreeftjessoort uit de familie van de Cytheridae. De wetenschappelijke naam van de soort is voor het eerst geldig gepubliceerd in 1978 door Jain.